# Ilegitim
Ilegitim este un film românesc din 2016 regizat de Adrian Sitaru. Rolurile principale au fost interpretate de actorii Adrian Titieni, Bogdan Albulescu și Alina Grigore.

## Distribuție
Distribuția filmului este alcătuită din:
- Liviu Florescu — Tudor
- Liviu Vizitiu — Bogdan Dumitrescu
- Miruna Dumitrescu Butache — Julie
- Mihaela Perianu — Ema Nedela
- Gabriela Ursu — Medic clinică
- Adrian Titieni — Victor Anghelescu
- Robi Urs — Romeo Anghelescu
- Anastasia Passerotti — Sânziana Casian
- Alina Grigore — Sasha Anghelescu
- Cristina Olteanu — Gilda Anghelescu
- Adrian Iacov — Alex Barbu
- Andrei Iordache — Daniel
- Alexandra Dumitrescu
- Andreea Lascu
- Anamaria Antoci
- Bogdan Albulescu — Cosma Anghelescu